# Elkton (Míchigan)
Elkton es una villa ubicada en el condado de Huron en el estado estadounidense de Míchigan. En el Censo de 2010 tenía una población de 808 habitantes y una densidad poblacional de 311,66 personas por km².

## Geografía
Elkton se encuentra ubicada en las coordenadas 43°49′6″N 83°10′51″O / 43.81833, -83.18083. Según la Oficina del Censo de los Estados Unidos, Elkton tiene una superficie total de 2.59 km², de la cual 2.59 km² corresponden a tierra firme y (0%) 0 km² es agua.

## Demografía
Según el censo de 2010, había 808 personas residiendo en Elkton. La densidad de población era de 311,66 hab./km². De los 808 habitantes, Elkton estaba compuesto por el 96.41% blancos, el 0.12% eran afroamericanos, el 0.37% eran amerindios, el 0% eran asiáticos, el 0% eran isleños del Pacífico, el 0.62% eran de otras razas y el 2.48% pertenecían a dos o más razas. Del total de la población el 2.48% eran hispanos o latinos de cualquier raza.